# DKW TM 200
Die DKW TM 200 ist ein Motorradmodell, das die Auto Union AG im DKW-Stammwerk Zschopau von 1932 bis 1933 baute.

## Technik
Die TM 200 wurde aus verschiedenen Teilen anderer DKW-Modelle zusammengestellt. In den Pressstahlprofilrahmen – auch die Gabelscheiden des Vorderbaus sind aus Pressstahlprofilen – wurde der bereits seit der DKW Luxus Spezial 200 (1929–1932) verwendete Motor mit Querstromspülung sowie separatem Getriebe eingebaut. Ein langer Schalthebel greift direkt am Getriebe an. Von der DKW Block 200 wurden der Zylinder samt Zylinderdeckel, und von der Block-Reihe die Auspufftöpfe und die 35-Watt-Lichtmaschine mit Batteriezündung übernommen. Zudem gibt es einen Ruckdämpfer auf dem Ende der Kurbelwelle sowie einen Lenkungsdämpfer.
Offenbar wurden mit dem Modell Restbestände von Teilen anderer Modelle aufgebraucht. Somit ist kein klares Vorgänger- und Nachfolgermodell auszumachen.
DKW warb für die TM 200 in einem Verkaufsprospekt von 1933: „Dieses steuer- und führerscheinfreie Modell wurde besonders für diejenigen gebaut, welche ein Motorrad mit Sondergetriebe bevorzugen.“
| DKW TM 200            | DKW TM 200                                                |
| --------------------- | --------------------------------------------------------- |
| Baujahre              | 1932–1933                                                 |
| Motor                 | fahrtwindgekühlter Einzylinder-Zweitaktmotor, Kickstarter |
| Steuerung             | Schlitzsteuerung                                          |
| Ladungswechsel        | Querstromspülung                                          |
| Bohrung × Hub         | 60 × 68 mm                                                |
| Hubraum               | 192 cm²                                                   |
| Nennleistung          | 6 PS (4,4 kW)                                             |
| Vergaser              | Framo-E                                                   |
| Schmierung            | Zweitaktgemisch 1 : 20                                    |
| Getriebe              | 3-Gang-Getriebe, getrennt eingebaut                       |
| Endantrieb            | Kette                                                     |
| Rahmenbauart          | Pressstahlprofil                                          |
| Radstand              | 1290 mm                                                   |
| Radaufhängung vorn    | Parallelogrammgabel mit Schraubenfeder                    |
| Radaufhängung hinten  | Starrrahmen                                               |
| Bremsen               | Innenbacken vorn und hinten                               |
| Leergewicht           | 120 kg                                                    |
| Höchstgeschwindigkeit | 80 km/h                                                   |
| Stückzahl             | ca. 850                                                   |